# شهریارک تینیان
شهریارک تینیان (نام علمی: Monarcha takatsukasae) نام یک گونه از سرده شهریارک‌های اصلی است.